# Matty Pattison
Matty Pattison (Johannesburg, 27 ottobre 1986) è un ex calciatore sudafricano, di ruolo centrocampista.

## Carriera
Matty Pattison comincia a giocare a calcio sin dall'infanzia. La sua famiglia si trasferisce in Inghilterra nel 1997, quando aveva solo 11 anni e, dopo 3 anni, entra nelle giovanili del Newcastle.
Il suo primo test con la prima squadra risale all'agosto del 2004, nell'amichevole di preparazione contro il Celtic. Sfortunatamente, passa la stagione 2004-2005 fra squadra riserve ed infermeria, a causa di due gravi infortuni al legamento crociato anteriore, che facevano temere anche un suo prematuro abbandono al mondo del calcio.
Invece, riuscì a dimostrare il suo valore, facendo il suo debutto in FA Premier League contro l'Everton il 25 febbraio 2006, entrando a partita in corso. Debutta dal primo minuto nella partita contro il West Bromwich (stagione 05-06), venendo sostituito al minuto 80. Pattison viene anche nominato migliore in campo di quella partita, terminata 3 a 0 per il Newcastle.
Dal 2010 al 2014 ha fatto parte, anche se non stabilmente, della nazionale sudafricana.